# Rhagoletis electromorpha
Rhagoletis electromorpha
 es una especie de insecto del género Rhagoletis de la familia Tephritidae del orden Diptera. 
Berlocher la describió científicamente por primera vez en el año 1984.